# Aksana Papko
Aksana Papko, née le 16 novembre 1988 à Hrodna, est une coureuse cycliste biélorusse. Elle a notamment été championne d'Europe de poursuite individuelle espoirs et de la course aux points espoirs, en 2010 à Saint-Pétersbourg.

## Palmarès sur piste

### Jeux olympiques
- Londres 2012
  - 8e de la poursuite par équipes

### Championnats du monde
- Manchester 2008
  - 4e de la poursuite par équipes
- Pruszkow 2009
  - 11e de la poursuite par équipes
- Apeldoorn 2011
  - 5e du scratch
  - 10e de la poursuite individuelle
  - 12e de la poursuite par équipes
- Melbourne 2012
  - 6e de la poursuite par équipes
- Minsk 2013
  - 7e de la poursuite par équipes

### Coupe du monde
- 2010-2011
  - 3e de la course aux points à Cali
- 2011-2012
  - 1re de la course aux points à Pékin
  - 2e de la poursuite par équipes à Pékin
- 2012-2013
  - 3e de la poursuite par équipes à Glasgow

### Championnats d'Europe
| Espoirs - Pruszkow 2008 - Médaillée de bronze de la course aux points espoirs - Saint-Pétersbourg 2010 - Championne d'Europe de poursuite individuelle espoirs - Championne d'Europe de la course aux points espoirs - Médaillée de bronze de l'omnium espoirs | Élites - Apeldoorn 2011 - Médaillée de bronze de la poursuite par équipes - Panevėžys 2012 - Médaillée de bronze de la poursuite par équipes |

## Palmarès sur route
- 2007
  - 2e du championnat de Biélorussie sur route
- 2007
  - 2e du championnat de Biélorussie du contre-la-montre
- 2010
  -  Championne de Biélorussie sur route
  -  Championne de Biélorussie du contre-la-montre
- 2011
  - 3e du championnat de Biélorussie du contre-la-montre